# Taughannock Creek
Taughannock Creek – rzeka w Stanach Zjednoczonych, w stanie Nowy Jork, w hrabstwach Tompkins oraz Schuyler. Rzeka wpada do jeziora Cayuga w Trumansburgu. Długość cieku nie została określona, natomiast powierzchnia zlewni wynosi 170 km².
Od hydronimu pochodzi nazwa kryzysu biotycznego Taghanic, wymierania w środkowym dewonie.